# Czynnik reumatoidalny
Czynnik reumatoidalny (ang. rheumatoid factor, RF) – autoprzeciwciało skierowane przeciwko domenom CH2 i CH3 regionu Fc immunoglobuliny klasy G (IgG). Najczęściej (85%) występuje w klasie IgM, ale może też występować jako przeciwciało w klasie IgG, IgA lub IgE, jednak RF w innych klasach niż IgM nie ma znaczenia diagnostycznego. W wielu przypadkach może służyć za marker procesów autoimmunologicznych. 
Testy diagnostyczne i wartości prawidłowe (tak niskie miana stwierdza się u ok. 2% zdrowej populacji):
- w odczynie Waalera-Rosego – miano poniżej 1/80
- w odczynie lateksowym – poniżej 1/40
- w neflometrii laserowej (tylko IgM) – poniżej 40 j./ml
- w ELISA – zależy od producenta

Czynnik reumatoidalny występuje u około 80-85% pacjentów z reumatoidalnym zapaleniem stawów
i jest jednym z kryteriów rozpoznawczych, ale ze względu na małą swoistość sama obecność czynnika reumatoidalny nie umożliwia jednak rozpoznania reumatoidalnego zapalenia stawów. Jednakże niestwierdzenie podwyższonej wartości czynnika reumatoidalnego nie wyklucza rozpoznania reumatoidalnego zapalenia stawów, a stanowi wręcz czynnik rokowniczo niekorzystny. Po ustaleniu rozpoznania reumatoidalnego zapalenia stawów jego miano koreluje z aktywnością choroby i jest czynnikiem rokowniczym.
Występuje również w przypadku innych układowych chorób tkanki łącznej:
- toczeń rumieniowaty układowy – u 15-35% pacjentów
- zespół Sjögrena – 75-95%
- twardzina układowa – 20-30%
- zapalenie wielomięśniowe i zapalenie skórno-mięśniowe – 5-10%
- mieszana choroba tkanki łącznej – 50-60%

Może również występować w przypadku chorób "niereumatycznych" :
- infekcje (takie jak gruźlica, kiła, trąd, wirusowe zapalenie wątroby i inne)
- sarkoidoza
- nowotwory - zwłaszcza białaczki i rak jelita grubego

A także:
- w stanach po szczepieniu
- u ludzi zupełnie zdrowych - częstość ta rośnie z wiekiem do 60. roku życia RF występuje u 2-4% zdrowej populacji, 60-70. rż. - u 5%, a po 70. rż. - 10-25%.

## Historia
Test został opracowany przez Erica Waalera w 1940, a następnie Harry'ego M. Rose'a i współpracowników w roku 1948.